# Treccia d'oro
La treccia d'oro es un dulce reciente, pero ya es parte de la tradición cremasca. Es un dulce de pasta leudada y cocida en el horno, con confitados y fruta.

## Historia
La treccia d'oro tiene su origen en los años 37/38, en la Feria de Padua donde fue patentada y presentada por el pastelero Zironda,  que más tarde abrió la "Pasticceria Zironda". Allí empezó a trabajar como aprendiz el Señor Vittorio Maccalli y, cuando el propietario decidió retirarse, lo sostituyó, continuando con la producción de este dulce. Maccalli le dio a su tienda emplazada en plaza Garibaldi en la ciudad de Crema, el nombre de treccia d'oro. La región Lombardia reconoció a la treccia d'oro el título de producto artesanal de Crema y del Cremasco.

## Ingredientes

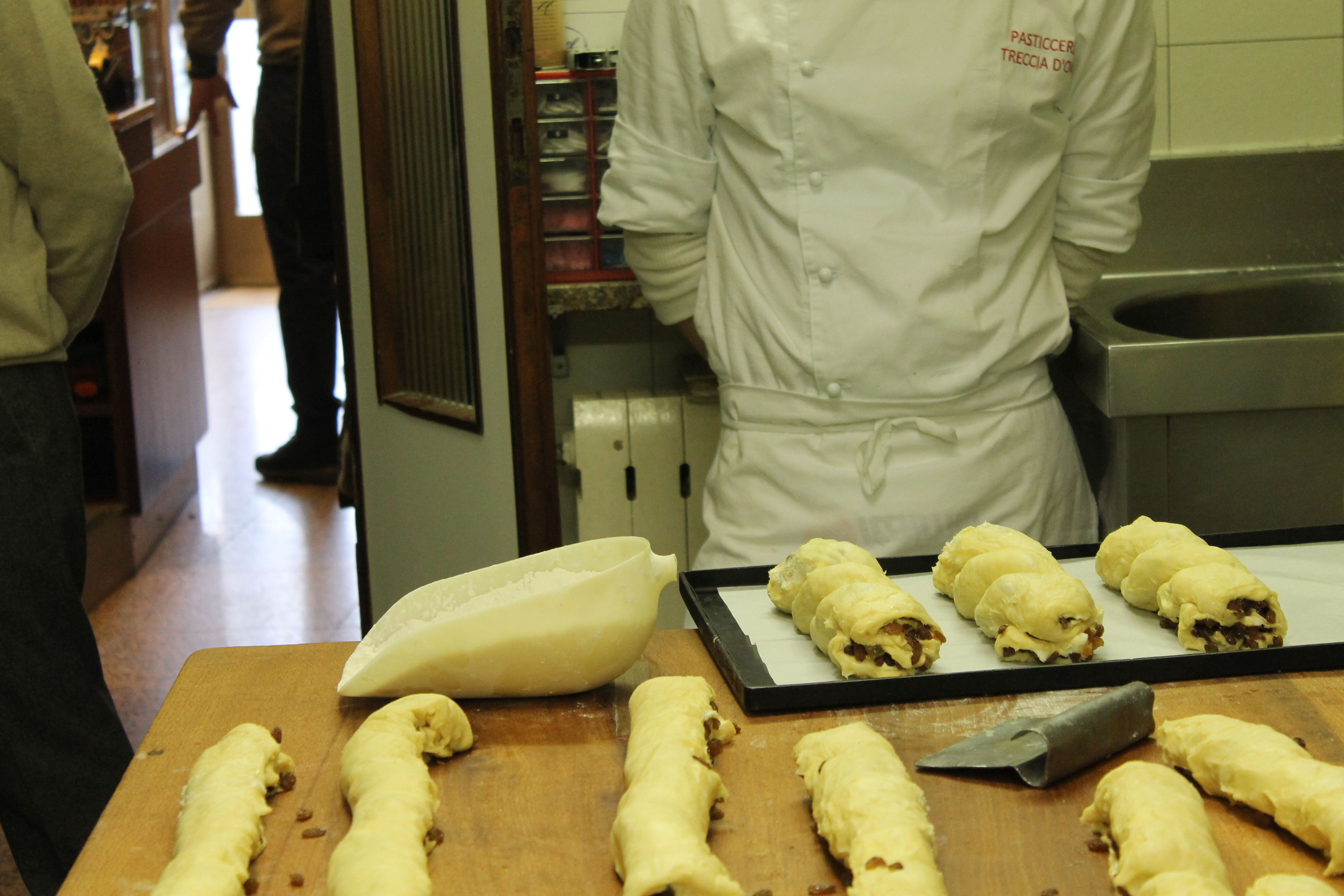
Preparación treccia d'oro fase 4

El dulce tiene una forma de trenza; el amasijo contiene:
- harina 00;
- mantequilla;
- azúcar;
- levadura de cerveza;
- naranja y cidro confitados;
- sultanina;
- agua;
- azúcar glas como cobertura;
- sal.

El dulce se puede conservar también hasta dos semanas.
- Datos: Q19898963
- Multimedia: Treccia d'oro / Q19898963